# Brasema leucothysana
Brasema leucothysana – gatunek błonkówki  z rodziny Eupelmidae.

## Taksonomia
Gatunek ten został opisany w 1995 roku przez Gary’ego Gibsona. Epitet gatunkowy pochodzi od greckich słów leukos (biały) i thysanos (frędzel), i nawiązuje do kępki białej szczecinki u podstawy czułków.

## Zasięg występowania
Ameryka Północna, występuje we wsch. części USA i płd.-wsch. Kanadzie.

## Budowa ciała
Osiąga 1,5-4 mm długości ciała. U samic występuje gęsta, połyskująca kępka białej szczecinki u podstawy czułków.